# Johanna Sutter
Pour les articles homonymes, voir Sutter.
Jeanne Marie Élisabeth Sutter dite Johanna Sutter, née le 1er mai 1897 à Paris 11e, et morte le 20 octobre 1974 à Paris 10e, est une actrice française.

## Théâtre
- 1919 : Le Vieux marcheur, comédie en 5 actes d'Henri Lavedan, au théâtre de l'Ambigu (septembre) : la bonne
- 1920 : La Nuit d'octobre, poème dialogué d'Alfred de Musset, au théâtre Sarah Bernhardt
- 1920 : Athalie, tragédie en 5 actes de Jean Racine, au théâtre Sarah-Bernhardt (1er avril) : Agar
- 1920 : L'Aiglon, pièce en 4 actes d'Edmond Rostand, au théâtre Sarah-Bernhardt : Fanny Essler
- 1920 : Daniel, pièce en 4 actes de Louis Verneuil, au théâtre Sarah-Bernhardt (10 novembre) : la Panthère
- 1921 : Les Grognards, comédie en 7 tableaux de G. Lenôtre et Henri Cain, au théâtre Sarah-Bernhardt (12 janvier) : Mme de Vauciennes
- 1921 : Le Vitrail, pièce en 1 acte en vers de René Fauchois, à l'Alhambra (janvier)
- 1921 : Floréal, comédie en vers de Jacques Toutain, au Théâtre-Français de Rouen (octobre) : la comtesse de Castres
- 1923 : Les Romanesques, comédie d'Edmond Rostand, au théâtre de Verdure de Nice (août) : Sylvette

## Cinéma
- 1914 : L'Apprentie, court-métrage d'Émile Chautard : Cécile Pommier enfant
- 1916 : Vieux papiers, court-métrage de Maurice Poggi : Jacques
- 1921 : La Nuit du 13, d'Henri Fescourt
- 1921 : L'Affaire du train 24, film en 8 épisodes de Gaston Leprieur : Madame Cauchard
- 1922 : Don Juan et Faust de Marcel L'Herbier : Doña Elvire
- 1923 : Résurrection, de Marcel L'Herbier
- 1923 : Le Costaud des Épinettes de Raymond Bernard
- 1923 : La Garçonne d'Armand du Plessy : Anika Gobroni
- 1924 : Mandrin d'Henri Fescourt : Tiennot
- 1925 : Surcouf, film en 8 chapitres de Luitz-Morat : Tagore
- 1925 : Mon curé chez les pauvres d'Donatien : Jeanne Réveil